# 윌리엄 힐

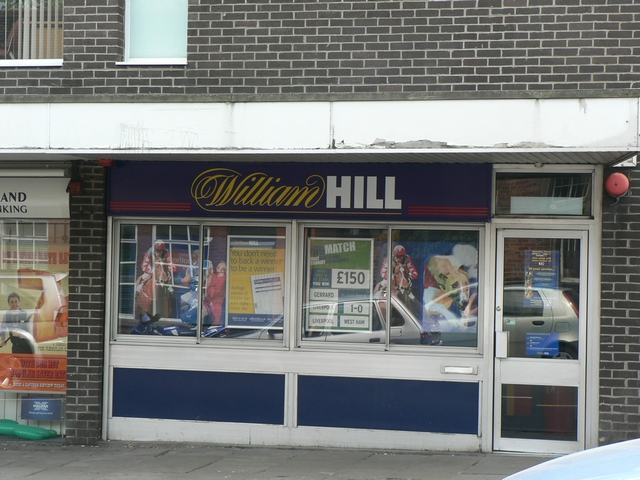
리즈에 있는 윌리엄 힐 전문점

윌리엄 힐(William Hill plc)은 영국의 도박 회사이다. 1934년 영국의 기업인인 윌리엄 힐(William Hill)이 설립했으며 본사는 리즈에 있다. 런던 증권거래소에 상장되어 있다.